# Rex (Schiff, 1932)
Die Rex war das bis dahin größte in Italien gebaute Passagierschiff. Sie diente als politisches Symbol des italienischen Faschismus und unterstrich den Anspruch des aufstrebenden Italien, im militärischen und zivilen Wettbewerb auf den Weltmeeren zu bestehen.

## Bau
Das Schiff wurde in Genua auf der Werft Cantiere Navale di Sestri Ponente (heute Fincantieri) im Auftrag der Reederei Italia - Società di Navigazione gebaut. Die Kiellegung erfolgte am 1. August 1931. Im September 1932 wurde das Schiff von König Viktor Emanuel III. und Königin Elena auf den Namen Rex getauft. Ursprünglich war der Name Guglielmo Marconi für das Schiff vorgesehen.

## Technik und Ausstattung
Ganz im Stil der italienischen Marine der dreißiger Jahre war die Rex mit charakteristischen, niedrigen Aufbauten und leicht nach hinten geneigten fünfzehn Meter hohen Schornsteinen mit roten und grünen Streifen versehen. Sie waren im Vergleich zur Schiffsmitte sehr weit vorne angeordnet. Damit wollte man Platz schaffen für Freizeitaktivitäten am Oberdeck. Der geradlinige Bug war leicht nach vorne geneigt. Die Maschinenanlage bestand aus vier Turbinen mit jeweils fünf Metern Durchmesser und den dazugehörenden Untersetzungsgetrieben. Sie brachten eine Leistung von zunächst 120.000 PS, das waren bereits zum Zeitpunkt des Stapellaufs 4000 PS mehr als geplant. Später wurde die PS-Leistung noch durch Feinabstimmung und Leistungsoptimierung auf 136.000 erhöht.

## Nutzung und Rekorde
Am 22. September 1932 wurde die Rex der Vereinigten Italienischen Flotte (Italia Flotte Riunite) zugewiesen, die aus Zusammenschlüssen der Gesellschaften Navigazione Generale Italiana, Lloyd Sabaudo und Cosulich hervorgegangen war. Der Bau der Rex wurde von der Gesellschaft Navigazione Generale Italiana beauftragt.
Die Jungfernfahrt ab Genua erfolgte am 27. September 1932 mit 1872 Passagieren an Bord. Nachdem auf dem Weg nach Gibraltar Probleme im Maschinenraum auftraten, erfolgte ein Aufenthalt im Hafen dieser britischen Kronkolonie, bevor die Reise nach einigen notwendigen Reparaturen fortgesetzt werden konnte. Dabei verließen einige Passagiere das Schiff und verweigerten die Weiterreise, die sie dann per Zug nach Deutschland fortsetzten. Von dort nahmen sie das Schiff Europa über den Atlantik. Jedoch fanden sie bei ihrer Ankunft in New York die Rex bereits im Hafen ankernd vor.
Im August 1933 eroberte die Rex unter Kapitän Francesco Tarabotto das Blaue Band. Sie erreichte eine durchschnittliche Geschwindigkeit von 28,92 Knoten und übertraf damit den vormaligen Rekordhalter, die deutsche Bremen. Die Rex behielt das Blaue Band bis zum 3. Juni 1935. Dann übernahm es die französische Normandie.
1937 wurde die Italia Flotte Riunite aufgelöst und der Italia Società di Navigazione einverleibt. In dieser Gesellschaft wurden alle Linienschiffe des Amerika-Dienstes zusammengeführt. Mit Italiens Kriegseintritt 1940 stellte man den Liniendienst nach Nordamerika ein. Das Schiff kehrte im Frühjahr 1940 von seiner letzten zivilen Fahrt über den Atlantik zurück und lag dann gut getarnt außer Dienst im Hafen von Triest.
Im weiteren Verlauf des Zweiten Weltkriegs wurde das Schiff am 8. September 1943 von der Kriegsmarine beschlagnahmt und im März 1944 formell der Mittelmeer-Reederei (Sitz Hamburg) übergeben. Pläne zum Umbau in einen Flugzeugträger wurden nicht realisiert. Stattdessen wurde die Rex als Hospitalschiff verwendet, um Verwundete von den Kriegsschauplätzen in Nordafrika zurück nach Italien zu bringen.

## Das Ende des Schiffes

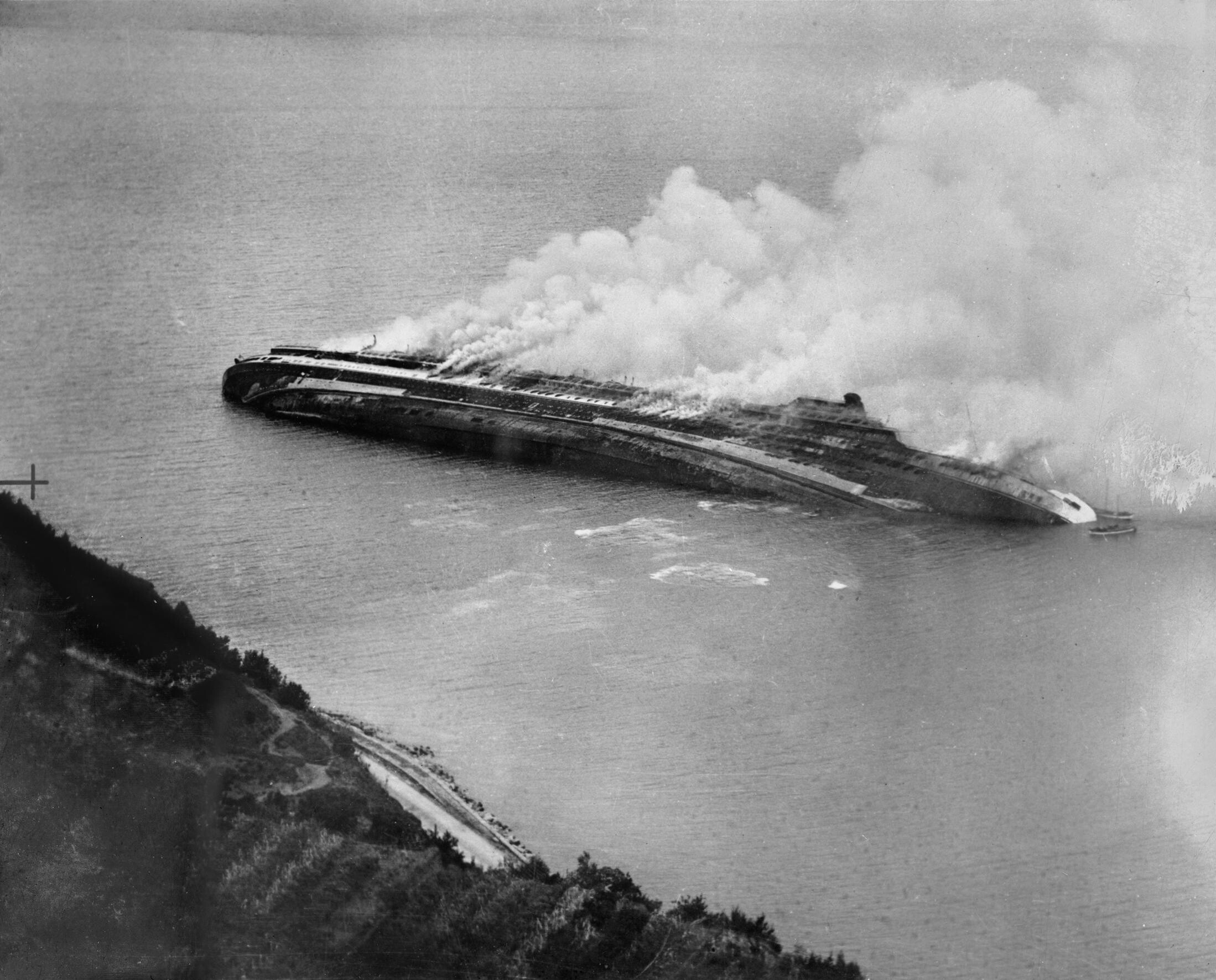
Zwei Tage nach dem Angriff

Am 8. September 1944 ankerte die Rex nahe Triest (zwischen Isola d’Istria und Capodistria, im heutigen Slowenien), als sie von Aufklärern der Royal Air Force entdeckt und in 123 Angriffswellen aus der Luft in Brand geschossen wurde. Das Schiff brannte vier Tage, bis es sank.
Nach dem Krieg gab es mehrere Ideen und Projekte, das Schiff wiederherzustellen, die jedoch alle als unwirtschaftlich angesehen wurden. Daher wurden die Reste des Schiffs zwischen 1947 und 1958 abgewrackt und verschrottet.

## Film
In Amarcord von Federico Fellini spielte sich eine berühmte Filmszene mit der Rex (bzw. einer nachgebauten Kulisse) ab.